# 부산의 오늘
부산의 오늘은 KBS부산 1라디오에서 평일 오전 11시 5분부터 오전 11시 58분까지 방송되는 시사교양 프로그램이다.

## 진행
| 대수 | 진행자          | 진행 기간               | 비고  |
| ---- | --------------- | ----------------------- | ----- |
| 1대  | 차재환 아나운서 | 2024년 12월 23일 ~ 현재 | [ 1 ] |